# Jackie Jackson
Sigmund Esco Jackson (Gary, 4 de maio de 1951), mais conhecido como Jackie Jackson, é um cantor, compositor, dançarino e músico estadunidense, um dos primeiros integrantes da banda The Jackson Five.

## Biografia

### Início de vida
Sigmund Esco Jackson nasceu no St Mary's Mercy Hospital, em Gary, Indiana, no aniversário de 21 anos de sua mãe. O filho de Katherine Jackson e Joseph "Joe" Jackson e o primeiro homem de nove irmãos, Michael, Randy, La Toya, Janet, Marlon, Tito, Jermaine e Rebbie Jackson, começou a carreira como dançarino, quando tinha 4 anos. Sua mãe tocava clarinete e seu pai conduzia os ensaios do grupo Jackson 5, onde iniciou sua carreira.

## Carreira

### The Jackson 5e gravações com os irmãos

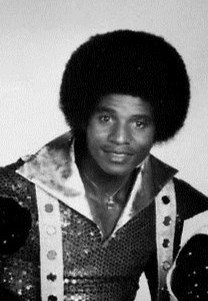
Jackie em 1977

Jackie começou sua carreira no The Jackson 5, grupo idealizado por seu pai, que via um futuro nos filhos. Jackson se apresentava como tenor alto e tinha a voz natural mais alta e leve de todos os irmãos. O grupo gravou diversos álbuns e recebeu diversos prêmios. Ele teve breves partes principais em alguns dos singles de sucesso do Jackson 5, incluindo "I Want You Back" e "ABC". Quando o Jackson 5 se tornou The Jacksons depois de deixar a Motown para a CBS Records em 1976, o papel de Jackson como vocalista e compositor aumentou. Ele obteve um vocal principal ao lado de Michael no single Top 10 da banda "Enjoy Yourself", e também deve composições gravadas em seis dos álbuns do grupo com a Epic. A voz de Jackson mudou para um estilo vocal de tenor mais baixo com o passar do tempo. Uma de suas composições de maior sucesso, "Can You Feel It", co-escrito com Michael, tornou-se um sucesso internacional em 1981. Jackson começou a realizar mais vocais, já que, à época, Michael havia saído do grupo com o intuido de continuar sua carreira solo. No álbum Victory, de seu irmão, lançado em 1984, Jackie executou a música "Wait" e escreveu o single "Torture". Antes do início da turnê do mesmo álbum, em 1984, ele sofreu uma lesão no joelho durante os ensaios. Jackie se recuperou bem o suficiente para se apresentar na última etapa dos shows em dezembro de 1984 em Los Angeles, onde Michael anunciou que estava deixando o grupo. No início de 1985, Marlon também deixou o grupo. Jackie, Tito e Randy se tornaram músicos, vocalistas e produtores durante esse período.
Em 1987, os três irmãos se juntaram a outro irmão, Jermaine, para gravar "Time Out for the Burglar", a música tema do filme Burglar . O single foi um pequeno sucesso de R&B nos EUA, mas teve mais sucesso na Bélgica, onde alcançou o Top 40 em #17 por duas semanas consecutivas. Os Jacksons também contribuíram com backing vocals para a faixa-título produzida por Tito do álbum Freedom de 1987 de Tramaine Hawkins . No final de 1988, os Jacksons começaram a gravar seu último álbum, 2300 Jackson Street,  no qual Jackie e Jermaine se separaram. 2300 Jackson Street falhou nas paradas, apesar do sucesso liderado por Randy e Jermaine "Nothin' (That Compares 2 U)". Randy não participou muito da promoção do álbum, pois estava trabalhando em seu projeto solo, deixando Jackie, Tito e Jermaine para promover o álbum principalmente no exterior. Depois, cada irmão entrou em projetos solo. Em 2001, depois de anos fora dos holofotes, Jackie e seus irmãos fizeram uma apresentação de reencontro com Michael durante seu especial de 30º aniversário no Madison Square Garden.

### Carreira solo
Em 1973, Jackie lançou seu primeiro álbum solo, Jackie Jackson. Jackie assinou com a Polydor, e lançou seu primeiro álbum solo em 16 anos, Be the One, no final de 1989. O álbum foi um sucesso menor, alcançando a posição #89 nas paradas de R&B. O primeiro single, "Stay", foi um hit Top 40 de R&B, enquanto o segundo single, "Cruzin'", foi um sucesso moderado.

### Trabalhos posteriores
Mais tarde, em 2002, residindo em Las Vegas, Jackie fundou e dirigiu duas gravadoras, Jesco Records e Futurist Entertainment. Seu filho Sigmund Jr., conhecido como DEALZ, lançou uma mixtape em Jesco em 2007. Em 2009, Jackie, Tito, Jermaine e Marlon estrelaram o reality show The Jacksons: A Family Dynasty que Jackie produziu. Em 2012, o quarteto começou sua primeira turnê desde a "Victory Tour", em 1984. Em 2017, Jackie assinou contrato com a EDM e encontra a dupla musical de Hip-Hop "Gold Lemonade", composta pelo DJ/produtor nascido na França Lya Lewis e o frontman de origem caribenha Jvgg Spvrrow para sua gravadora Critically Amused, depois de conhecer Lya em Las Vegas em 2015. Jackie também assinou com o artista DBL, um amigo de longa data da família Jackson.

## Vida pessoal
Na década de 1980, Jackie foi alvo de cobertura da mídia quando teve um caso com a estrela pop Paula Abdul. Entre 1989 e 1991, namorou a atriz Lela Rochon.
Em 2001, Jackie se casou com sua segunda esposa, Victoria Triggs. Mais tarde, eles se divorciaram. Jackson se casou com sua terceira esposa, Emily Besselink, em 2012, que deu à luz gêmeos, Jaylen e River Jackson, em 31 de dezembro de 2013.

## Árvore genealógica da família Jackson
Árvore genealógica dos irmãos, pais e avós de Michael Jackson. Por simplificação, não estão incluídos filhos e sobrinhos:
|        |        |        |        |        |        |  |  |        |        |        |        | Samuel Jackson | Samuel Jackson | Samuel Jackson | Samuel Jackson | Samuel Jackson | Samuel Jackson |        |        |        |        |        |        | Crystal Lee King | Crystal Lee King | Crystal Lee King | Crystal Lee King | Crystal Lee King | Crystal Lee King |  |  | Prince Albert Screws | Prince Albert Screws | Prince Albert Screws | Prince Albert Screws | Prince Albert Screws | Prince Albert Screws |           |           |           |           |        |        | Martha Upshaw | Martha Upshaw | Martha Upshaw | Martha Upshaw | Martha Upshaw | Martha Upshaw |         |         |         |         |  |  |       |       |       |       |       |       |  |  |       |       |       |       |       |       |  |  |
|        |        |        |        |        |        |  |  |        |        |        |        | Samuel Jackson | Samuel Jackson | Samuel Jackson | Samuel Jackson | Samuel Jackson | Samuel Jackson |        |        |        |        |        |        | Crystal Lee King | Crystal Lee King | Crystal Lee King | Crystal Lee King | Crystal Lee King | Crystal Lee King |  |  | Prince Albert Screws | Prince Albert Screws | Prince Albert Screws | Prince Albert Screws | Prince Albert Screws | Prince Albert Screws |           |           |           |           |        |        | Martha Upshaw | Martha Upshaw | Martha Upshaw | Martha Upshaw | Martha Upshaw | Martha Upshaw |         |         |         |         |  |  |       |       |       |       |       |       |  |  |       |       |       |       |       |       |  |  |
|        |        |        |        |        |        |  |  |        |        |        |        |                |                |                |                |                |                |        |        |        |        |        |        |                  |                  |                  |                  |                  |                  |  |  |                      |                      |                      |                      |                      |                      |           |           |           |           |        |        |               |               |               |               |               |               |         |         |         |         |  |  |       |       |       |       |       |       |  |  |       |       |       |       |       |       |  |  |
|        |        |        |        |        |        |  |  |        |        |        |        |                |                |                |                |                |                | Joseph | Joseph | Joseph | Joseph | Joseph | Joseph |                  |                  |                  |                  |                  |                  |  |  |                      |                      |                      |                      | Katherine            | Katherine            | Katherine | Katherine | Katherine | Katherine |        |        |               |               |               |               |               |               |         |         |         |         |  |  |       |       |       |       |       |       |  |  |       |       |       |       |       |       |  |  |
|        |        |        |        |        |        |  |  |        |        |        |        |                |                |                |                |                |                | Joseph | Joseph | Joseph | Joseph | Joseph | Joseph |                  |                  |                  |                  |                  |                  |  |  |                      |                      |                      |                      | Katherine            | Katherine            | Katherine | Katherine | Katherine | Katherine |        |        |               |               |               |               |               |               |         |         |         |         |  |  |       |       |       |       |       |       |  |  |       |       |       |       |       |       |  |  |
|        |        |        |        |        |        |  |  |        |        |        |        |                |                |                |                |                |                |        |        |        |        |        |        |                  |                  |                  |                  |                  |                  |  |  |                      |                      |                      |                      |                      |                      |           |           |           |           |        |        |               |               |               |               |               |               |         |         |         |         |  |  |       |       |       |       |       |       |  |  |       |       |       |       |       |       |  |  |
|        |        |        |        |        |        |  |  |        |        |        |        |                |                |                |                |                |                |        |        |        |        |        |        |                  |                  |                  |                  |                  |                  |  |  |                      |                      |                      |                      |                      |                      |           |           |           |           |        |        |               |               |               |               |               |               |         |         |         |         |  |  |       |       |       |       |       |       |  |  |       |       |       |       |       |       |  |  |
|        |        |        |        |        |        |  |  |        |        |        |        |                |                |                |                |                |                |        |        |        |        |        |        |                  |                  |                  |                  |                  |                  |  |  |                      |                      |                      |                      |                      |                      |           |           |           |           |        |        |               |               |               |               |               |               |         |         |         |         |  |  |       |       |       |       |       |       |  |  |       |       |       |       |       |       |  |  |
| Rebbie | Rebbie | Rebbie | Rebbie | Rebbie | Rebbie |  |  | Jackie | Jackie | Jackie | Jackie | Jackie         | Jackie         |                |                | Tito           | Tito           | Tito   | Tito   | Tito   | Tito   |        |        | Jermaine         | Jermaine         | Jermaine         | Jermaine         | Jermaine         | Jermaine         |  |  | LaToya               | LaToya               | LaToya               | LaToya               | LaToya               | LaToya               |           |           | Marlon    | Marlon    | Marlon | Marlon | Marlon        | Marlon        |               |               | Michael       | Michael       | Michael | Michael | Michael | Michael |  |  | Randy | Randy | Randy | Randy | Randy | Randy |  |  | Janet | Janet | Janet | Janet | Janet | Janet |  |  |

## Discografia

### Álbuns de estúdio
| Jackie Jackson                                                                 | - Lançamento: 14 de outubro de 1973 - Gravadora: Motown - Formatos: LP      | —  |
| Be the One                                                                     | - Lançamento: 9 de setembro de 1989 - Gravadora: Polydor - Formatos: LP, CD | 84 |
| "—" denota títulos que não entraram nas paradas ou não foram lançados no país. |                                                                             |    |

### Singles

#### Como artista principal
| "Thanks To You"                                                                | 1973 | —  | Jackie Jackson                |
| "Cruzin'"                                                                      | 1989 | 58 | Be the One                    |
| "Stay"                                                                         | 1989 | 39 | Be the One                    |
| "We Know What's Going On"                                                      | 2010 | —  | Não adicionado a nenhum álbum |
| "—" denota títulos que não entraram nas paradas ou não foram lançados no país. |      |    |                               |

#### Como artista participante
| Single                                                              | Ano  |
| ------------------------------------------------------------------- | ---- |
| "That's How I Feel" (DealZ part. Jackie Jackson & Jermaine Jackson) | 2011 |